# Давлетбаев, Фатых Исламович
Фатих Исламович Давлетбаев (27 марта 1950 — 7 апреля 2020) — артист Башкирского государственного театра кукол. Заслуженный артист Российской Федерации (2010), Народный артист Башкирской АССР (1989).

## Биография
Давлетбаев Фатих Исламович родился 27 марта 1950 году в деревне Гумерово Покровского района БАССР (ныне Благовещенский район РБ).
С 1972 года работал актером в Башкирском государственном театре кукол. За его плечами сотни ролей, работа с лучшими режиссёрами БГТК — Владимиром Штейном, Кашфием Гадельшиным, Павлом Мельниченко.
Актёр скончался в Уфе на 71-м году жизни.

## Роли в спектаклях
Старик Альмандар («Альмандар из деревни Альдермеш» Туфана Минуллина), Аладдин («Волшебная лампа Аладдина» Нины Гернет), мудрый Ходжа Насретдин из одноимённого спектакля, Крот («Дюймовочка» Ханса Кристиана Андерсена), караванщик («Аминбек» Рагиды Янбулатовой), Ибрай («Долгое-долгое детство» Мустая Карима), Сэсэн («Песнь сэсэна» Газима Шафикова по эпосу «Урал-батыр») и др.

## Награды и звания
- Заслуженный артист Российской Федерации (2010)
- Народный артист Башкирской АССР (1989)